# Mlada Bosna
Mlada Bosna je bilo revolucionarno gibanje na področju Bosne in Hercegovine v zgodnjem 20. stoletju. Mlada Bosna ni bila uradna organizacija, temveč le skupno poimenovanje za tamkajšnje posameznike, skupine in organizacije, ki so revolucionarno oziroma nasilno delovali za razpad Avstro-Ogrske in posledično združitev južnih Slovanov v Jugoslavijo ali drugo slovansko državo. Zgledovali so se po gibanju Mlada Italija.
Korenine gibanja so bile v nestabilnem tujem prevzemanju območja Bosne in Hercegovine po izključitvi iz Otomanskega cesarstva zavoljo Berlinske pogodbe iz leta 1878. Tako je pokrajino zasedla Avstro-Ogrska, s tem pa se množica bosanskih Srbov in nekateri tamkajšnji Muslimani niso strinjali, saj so se zavzemali za združitev z že suvereno Srbijo ali kako drugo slovansko državno tvorbo. Tako se je razvil odpor v obliki Mlade Bosne, ki je kot osnovno obliko boja sprejela izvajanje atentatov in osebno žrtvovanje, kar je izhajalo iz ruskih predmarksističnih revolucionarnih gibanj. Leta 1893 je bila v Mostarju ustanovljena Mlada Bosna, ki se največkrat omenja v zvezi z uspešnim atentatom na avstro-ogrskega prestolonaslednika Franca Ferdinanda leta 1914 v Sarajevu.
Najbolj znani organizaciji, ki sta prispevali mnogo sredstev in privržencev v delovanje Mlade Bosne, sta domoljubna organizacija Narodna obramba in tajno oficirsko združenje Združitev ali smrt. Pogosto so kot aktivisti Mlade Bosne omenjeni Gavrilo Princip, Nedeljko Čabrinović, Vaso Čubrilović, Trifko Grabež, Danilo Ilić, Muhamed Mehmedbašić, Cvjetko Popović, Miško Jovanović in Veljko Čubrilović.